# Estação Varziela

A Estação Varziela é parte do Metro do Porto.